# Talang Sejemput
Talang Sejemput is een bestuurslaag in het regentschap Lahat van de provincie Zuid-Sumatra, Indonesië. Talang Sejemput telt 1257 inwoners (volkstelling 2010).